# Građanski sukob u Libanonskom gorju i Damasku 1860.
Građanski sukob u Libanonskom gorju i Damasku 1860. bio je veliki građanski sukob u kojem su Druzi s pristašama tijekom ustanka maronita protiv Druza 1860. godine pobili i opljačkali brojne kršćane, čije su domove spalili.
Oko podneva 10. srpnja 1860. godine mase su provalile u kršćansku četvrt Damaska. Prevodili su ih turski vojnici. Pobili su 6000 kršćana, među kojima i 30 svećenika te tri biskupa raznih obreda. Opljačkali su i spalili 2400 kuća. Od većeg pokolja kršćane je spasio musliman, časni emir Abd-el-Kader koji je zaštitio kršćane koliko je mogao. Odveo je u središte grada lazariste, isusovce i redovnice i tako ih spasio. Njegovo djelo spasilo je živote nekoliko tisuća kršćana i da ne bijaše njegova humana djela, Damask bi ostao bez kršćana.